# Erechthias grayi
Erechthias grayi es una polilla de la familia Tineidae. Es endémica de la Isla Ascensión.
La longitud de las alas anteriores es de 1,4 a 1,8 milímetros. Esta ala reducida aparece en ambos sexos. Es una de las pocas especies de lepidópteros conocidas donde ha evolucionado este extremo de braquiptería que involucra a ambos sexos. Las alas anteriores son de color fusco oscuro con una dispersión irregular de escamas blancas opacas en la base del ala y en su mayoría cruzando el ala más allá del medio. Tiene una concentración ligeramente mayor de escamas blancas opacas en el ápice y que se extienden una corta distancia a lo largo de la costa. Sus alas traseras son diminutas, de tamaño ligeramente variable y sin escamas.
El comportamiento de las polillas en el campo es inusual. Se aferran firmemente a las rocas, los líquenes y las plantas pequeñas en situaciones expuestas y solo se les vio moverse cuando se les molestaba. Solo saltan unos centímetros, como si fueran insectos.
Lo más probable es que las larvas sean liquenívoras.

## Etimología
El nombre de la especie es un patronímico de Alan Gray, un botánico que ayudó a Howard Mendel con la colección de esta especie en la Isla Ascensión.